# Pygidianops magoi
Pygidianops magoi är en fiskart som beskrevs av Schaefer, Provenzano, de Pinna och Jonathan N. Baskin 2005. Pygidianops magoi ingår i släktet Pygidianops och familjen Trichomycteridae. Inga underarter finns listade i Catalogue of Life.